# Autoritatea Națională pentru Turism
Autoritatea Națională pentru Turism (ANT) este o instituție guvernamentală din România, înființată în ianuarie 2013.
Funcționează în subordinea Ministerului Economiei și în coordonarea ministrului delegat pentru întreprinderi mici și mijlocii, mediul de afaceri și turism.